# Marmaropus besseri
Marmaropus besseri är en skalbaggsart som beskrevs av Leonard Gyllenhaal 1837. Marmaropus besseri ingår i släktet Marmaropus, och familjen vivlar. Arten är reproducerande i Sverige.

## Bildgalleri

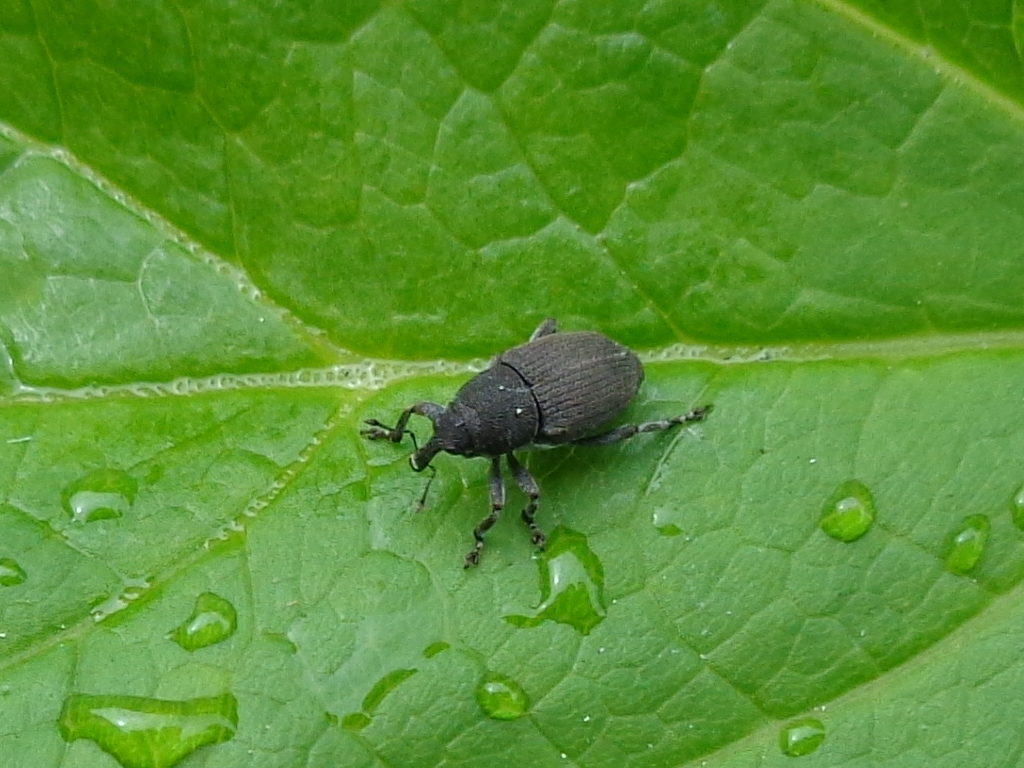